# Xenophora
Genre
Synonymes
- Phorus Montfort, 1810 †
- sous-genre Xenophora (Austrophora) Kreipl, Alf & Kronenberg, 1999
- sous-genre Xenophora (Endoptygma) Gabb, 1877 †
- sous-genre Xenophora (Xenophora) Fischer von Waldheim, 1807
- Xenophorus

Xenophora est un genre de mollusques gastéropodes de la famille des Xenophoridae. 
Ces coquillages se distinguent par leur habitude de souder des éléments durs à leur coquille, notamment d'autres coquilles de gastéropodes. 

## Liste des espèces
Selon World Register of Marine Species (19 octobre 2016) :
- Xenophora cerea (Reeve, 1845)
- Xenophora conchyliophora (Born, 1780)
- Xenophora corrugata (Reeve, 1842)
- Xenophora crispa (König, 1825)
- Xenophora flemingi Beu, 1977 †
- Xenophora flindersi (Cotton & Godfrey, 1938)
- Xenophora granulosa Ponder, 1983
- Xenophora japonica Kuroda & Habe, 1971
- Xenophora mekranensis (Newton, 1905)
- Xenophora minuta Qi & Ma, 1986
- Xenophora neozelanica Suter, 1908
- Xenophora pallidula (Reeve, 1842)
- Xenophora peroniana (Iredale, 1929)
- Xenophora prognata (Finlay, 1926) †
- Xenophora senegalensis P. Fischer, 1873
- Xenophora solarioides (Reeve, 1845)
- Xenophora tenuis Fulton, 1938

## Galerie

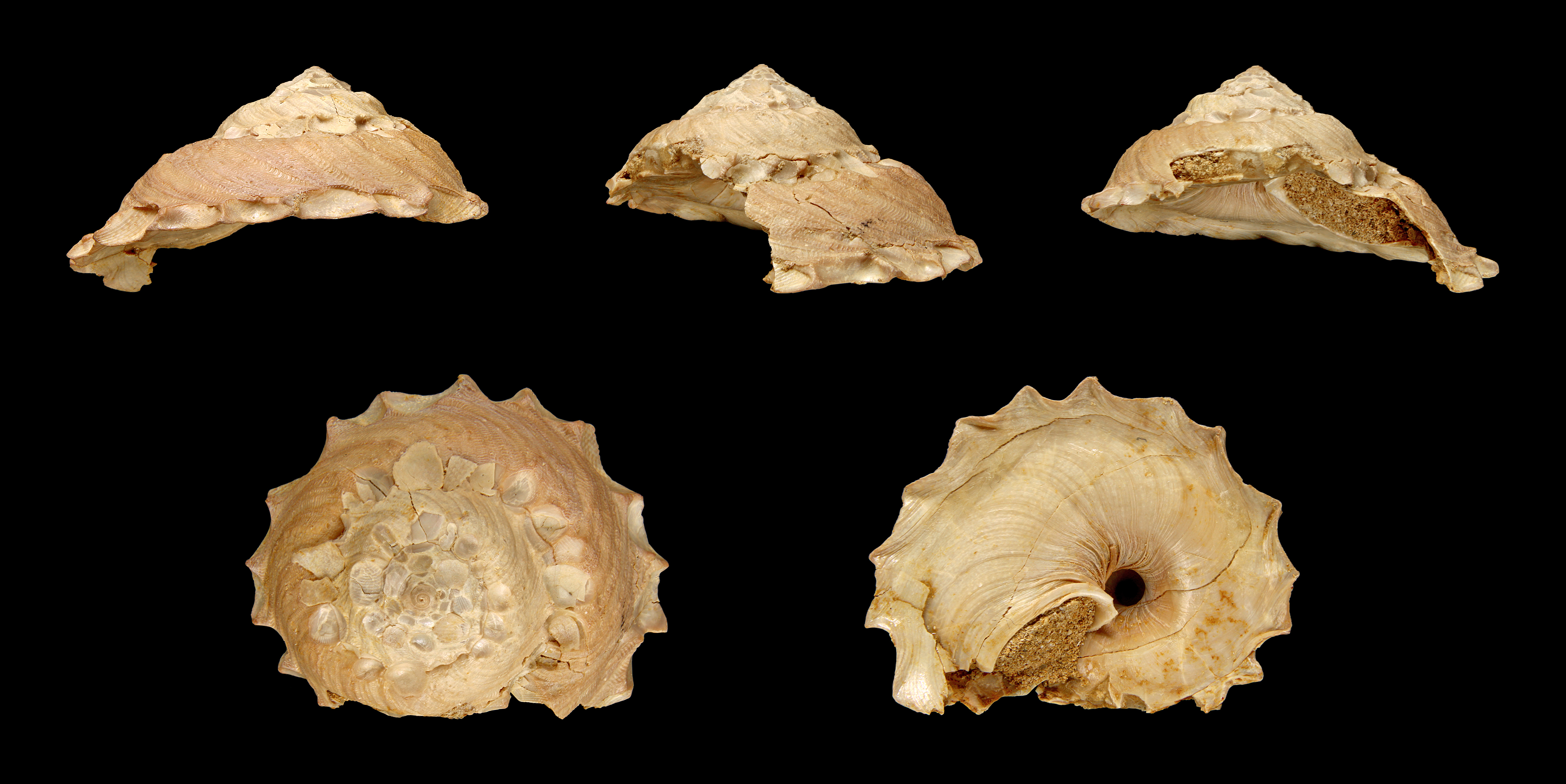
Xenophora agglutinans.
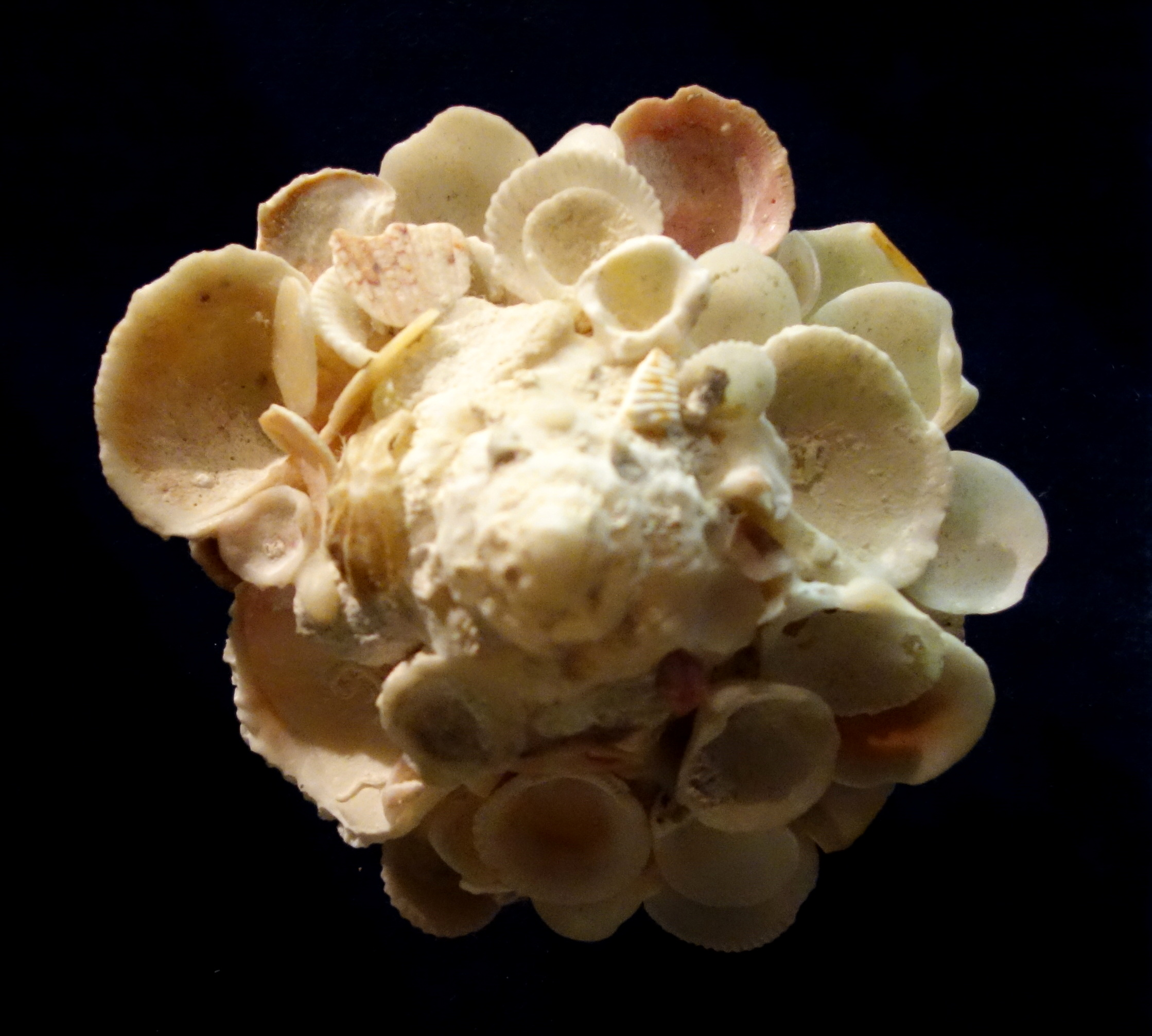
Xenophora conchyliophora.
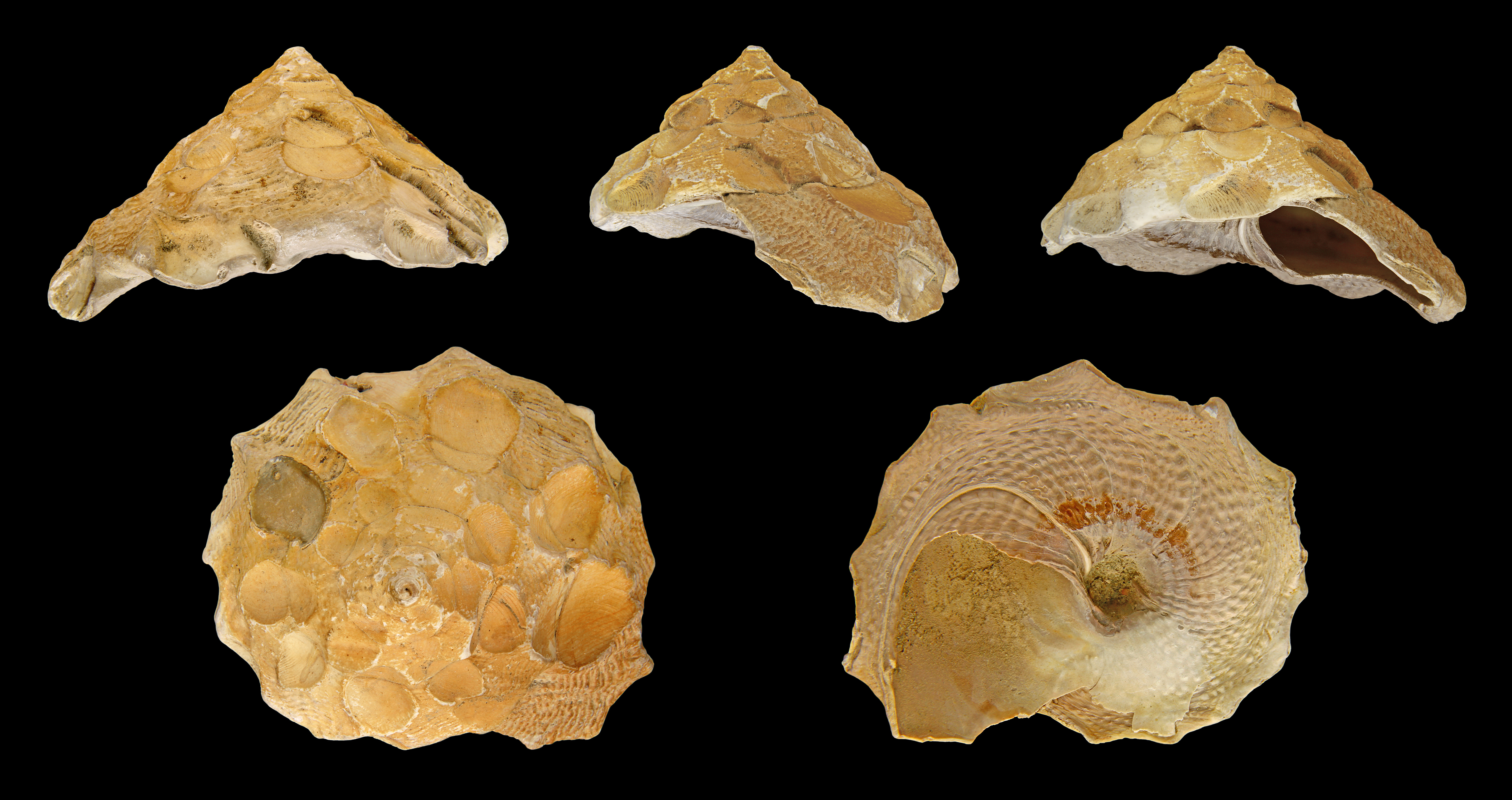
Xenophora crispa.
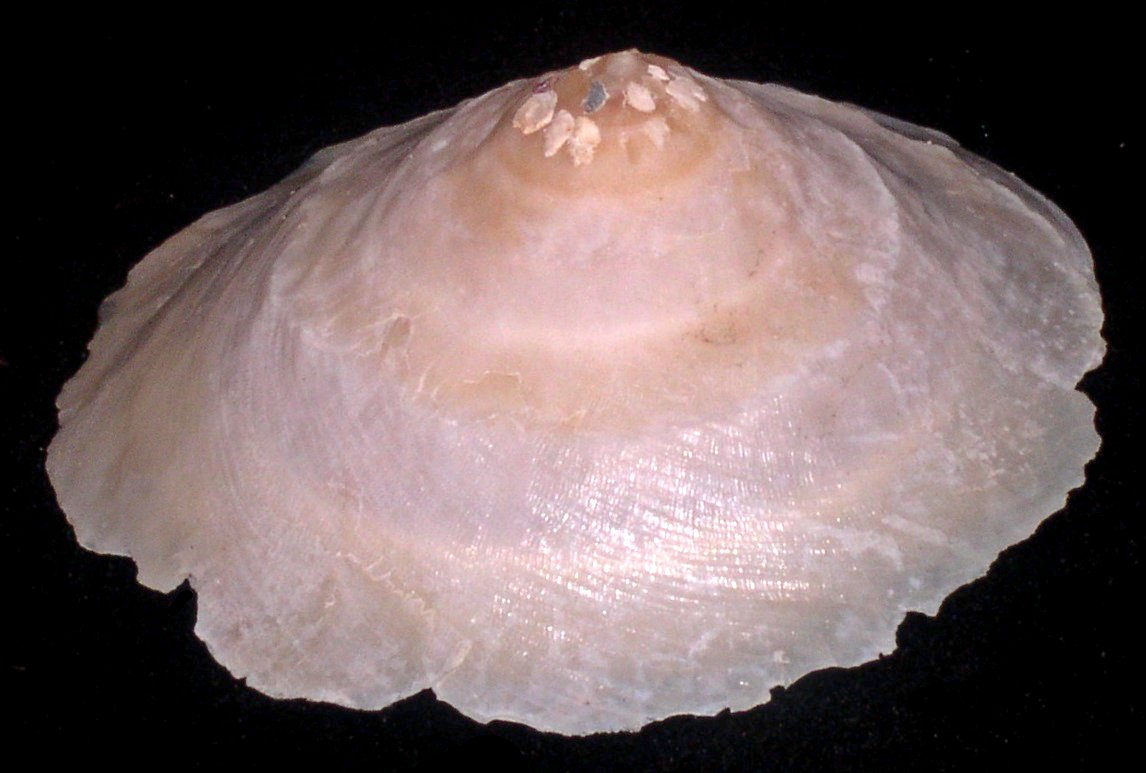
Xenophora indica.
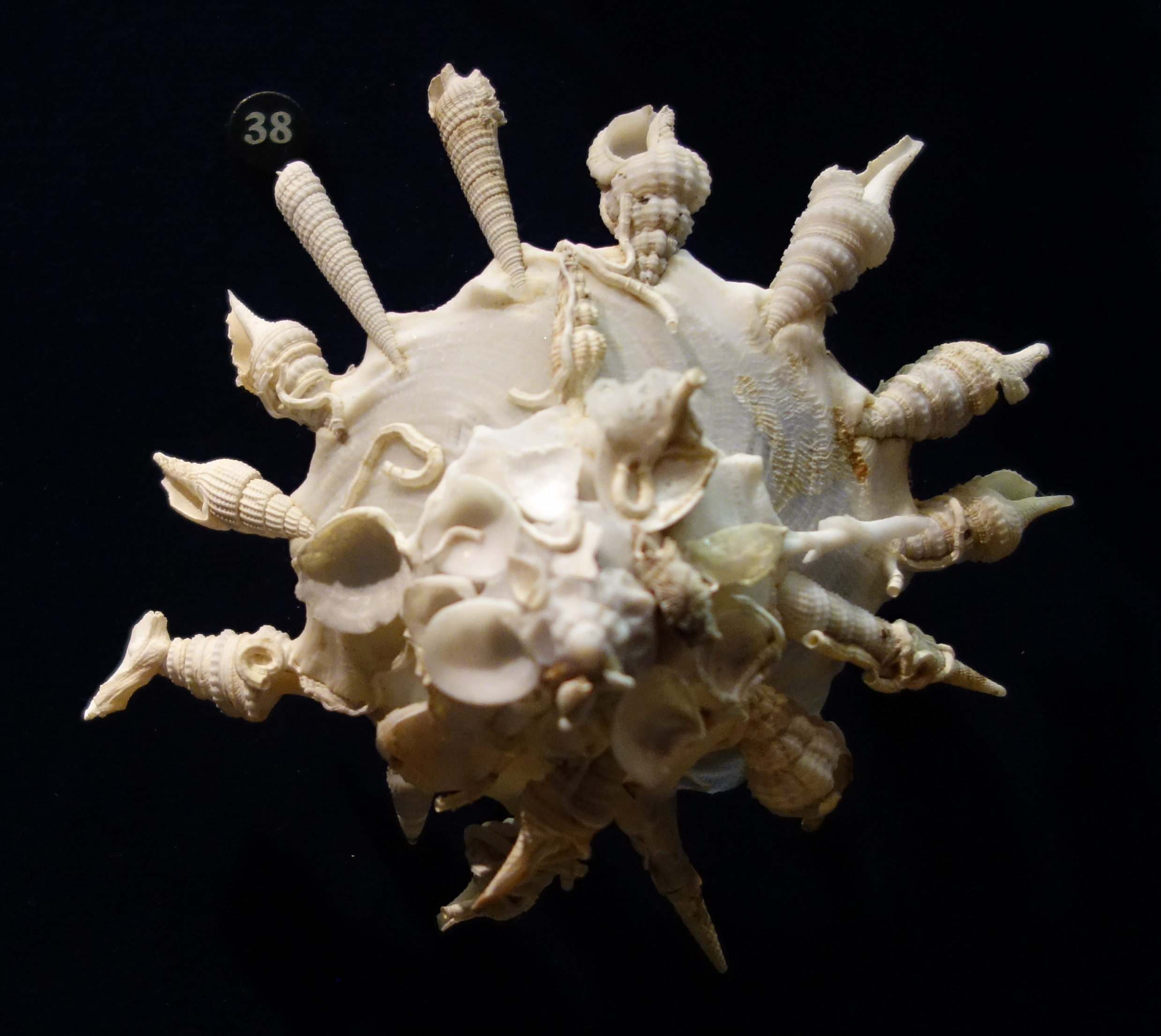
Xenophora pallidula.
Xenophora mekranensis konoi.

Xenophora cerea venant de Masbate aux Philippines.